# English Teacher
English Teacher è un gruppo musicale britannico formatosi nel 2020. È costituito dai musicisti Lily Fontaine, Lewis Whiting, Douglas Frost e Nicholas Eden.

## Storia del gruppo
La formazione ha esordito nell'industria discografica con l'EP Polyawkward nell'aprile 2022.
Due anni più tardi è stato messo in commercio il loro album in studio di debutto This Could Be Texas, accolto favorevolmente dalla critica e commercialmente; il disco, riconosciuto col premio Mercury e promosso da un tour musicale, ha infatti esordito all'8º posto della Official Albums Chart e ha accumulato 12 960 unità equivalenti in poco più di tre mesi. Sempre nell'aprile 2024 è uscito l'album dal vivo Live at the Brudenell Social Club, esclusivamente in vinile. Gli English Teacher si sono così contesi il BRIT Award al miglior nuovo artista del 2025.

## Formazione
- Lily Fontaine – voce, chitarra ritmica, pianoforte, sintetizzatore
- Lewis Whiting – voce, sintetizzatore
- Douglas Frost – cori, batteria, pianoforte, sintetizzatore
- Nicholas Eden – basso

Turnisti
- Blossom Caldarone – violoncello, pianoforte

## Discografia

### Album in studio
- 2024 – This Could Be Texas

### Album dal vivo
- 2024 – Live at the Brudenell Social Club

### EP
- 2022 – Polyawkward
- 2024 – The Pool Sessions
- 2024 – Live from BBC Maida Vale

### Singoli
- 2021 – R&B
- 2023 – Song About Love
- 2023 – The World's Biggest Paving Slab
- 2023 – Nearly Daffodils
- 2023 – Mastermind Specialism
- 2024 – Albert Road